# Никитин, Дмитрий Павлович
Дмитрий Павлович Никитин (1897 — 1960-е) — участник Белого движения, командир 3-го Марковского пехотного полка, полковник.

## Биография
Сын потомственного почетного гражданина. Уроженец Киевской губернии. Общее образование получил в Рыльской Шелеховской гимназии, где окончил 6 классов.
С началом Первой мировой войны поступил в Виленское военное училище, по окончании ускоренного курса которого 1 февраля 1915 года был произведен в прапорщики. 29 октября 1915 года переведен в 15-й Финляндский стрелковый полк, а 30 октября произведен в подпоручики. Позднее был прикомандирован к 165-му пехотному Луцкому полку. Пожалован Георгиевским оружием
За то, что, состоя в рядах 165-го пехотного Луцкого полка в чине подпоручика, 20 июня 1916 года, во время штурма полком укрепленной позиции противника западнее г. дв. Скробов, будучи придан с 6 пулеметами к 3-му батальону полка, не взирая на ураганный артиллерийский, ружейный и пулеметный огонь противника, выдвинул свои пулеметы перед 9-й ротой и огнем их способствовал 3-му батальону в захвате первой линии укрепленной позиции противника, а затем, видя замешательство в 9-й роте, вследствие убыли за ранением всех офицеров, принял командование ротой, привел ее в порядок, личным примером мужества и храбрости воодушевил нижних чинов и бросился во главе их на вторую линию окопов противника и атакой захватил ее.
Произведен в поручики 3 сентября 1916 года, в штабс-капитаны — 5 января 1917 года. Был ранен несколько раз.
В Гражданскую войну участвовал в Белом движении на Юге России, в Добровольческой армии — с ноября 1918 года. Был ранен 10 марта 1919 года под Хацапетовкой. К июлю 1919 года — в 10-й роте 1-го Офицерского (Марковского) полка. В ноябре 1919 был переведен в 3-й Марковский полк. В феврале 1920 года капитан Никитин командовал одним из батальонов 3-го Марковского полка в бою у станицы Ольгинской. В марте 1920 был назначен помощником командира полка по строевой части. Произведен в подполковники. 8 августа 1920 года вступил в командование полком после гибели подполковника Урфалова, в октябре 1920 оставил должность по болезни. На 18 декабря 1920 года — в составе Марковского полка в Галлиполи. Был награждён орденом Св. Николая Чудотворца, состоял членом Орденской Николаевской думы. Произведен в полковники.
В эмиграции в Чехословакии. Состоял членом Общества русских, окончивших вузы в Чехословакии (1926—1931) и членом Союза русских военных инвалидов. Скончался в Праге в начале 1960-х годов, его жена Ольга Павловна скончалась после 1977 года.

## Награды
- Георгиевское оружие (ПАФ 3.04.1917)
- Орден Святителя Николая Чудотворца (Приказ Главнокомандующего № 248, 31 октября 1921)